# آنانئیو
شهر آنانئیو (به اوکراینی: Ананьїв) در استان اودسا در کشور اوکراین واقع شده‌است. جمعیت این شهر ۹٬۴۷۶ نفر است.